# ソマリ料理

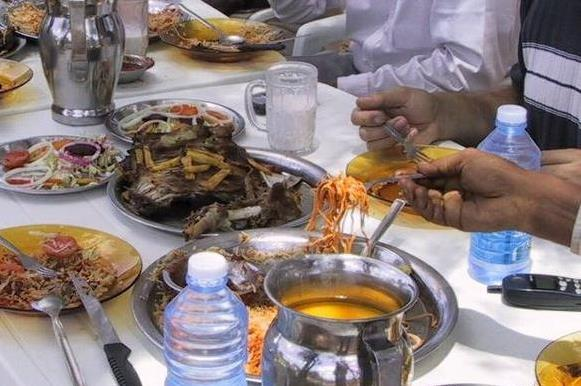
ソマリ料理

ソマリアはアフリカ大陸の北東端に当たるため、古くは東洋とアラブ・アフリカ諸国を結ぶ交易中継地であり、近代以降は東洋と西洋を結ぶ交易中継地であった。そのためソマリ料理（ソマリア料理）はエチオピア、イエメン、イラン、トルコ、インド、イタリアなどの食文化の影響が強い。また、ソマリ族のほとんどがムスリム（イスラーム教徒）であるため、イスラーム教の食の戒律ハラールに適ったものになっている。
材料名がそのまま料理名となっているものも多く、同じ料理名でも場所によって調理法が異なる場合も多い。一日の食事のなかでは昼食が最も重要で、朝食と夕食は軽い。

## 食事の概要

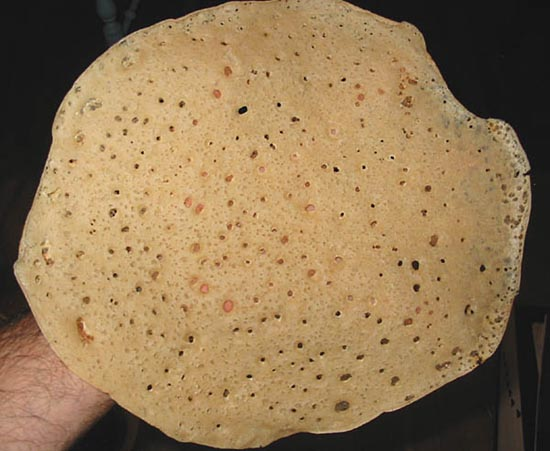
アンジェーロ

ソマリ族は遊牧民あるいは半遊牧民が多く、ムスリムが多いため、食事は主にイスラーム遊牧民食である。例えばブタは食べず、食品は保存性が重視される。穀物の他は肉と乳が食事の中心であり、いずれもヤギ、ヒツジなどから取ることが多い。ラクダを使って旅行するときにはラクダの乳を1日に10リットル近く飲む人もいる。気温が高いため、ミルクは腐敗防止のためにスバグ（subag）という澄ましバターに加工することも多い。スバグは調味料としてもよく使われる。発酵させたミルクはジノー（jinow）と呼ばれ、味はヨーグルトに似ている。その他、スパイスとしてターメリック、コリアンダー、クミン、カレー粉、カルダモン、クローブ、シナモン、セージなどが使われる。
食事パターンもイスラームの影響が強い。朝食はクラーア（Quraac）と呼ばれ、パンと紅茶の組み合わせが多く、朝の礼拝時刻を知らせるアザーンの前に採ることが多い。様々な穀物で作った粥も朝食に好まれる。昼食はカド（Qado）と呼ばれ、一日のうちで主要な食事であることが多い。昼食には米料理も多いが、旧宗主国イタリアから伝わったパスタが食べられることも多く、モガディシュなどの主要都市では特にその傾向が強い。ソマリ族は夕食を午後9時以降に食べることが多く、量は少ない。ラマダーン（日中の断食）月には季節によって午後11時頃となることもある。ラマダーン期間中に日没とともに摂る食事をソマリアではアフル（afur）と呼ぶ（イスラム世界では普通イフタールと呼ぶことが多い）。食事は女性が作ることが多く、パンや粥に用いる穀類の調整や製粉も主婦の仕事である。

## 主食
ソマリア南部では燕麦、モロコシ、トウモロコシなどが栽培されている。パン、粥などにして食べられる。米は輸入品である。
よく食べられるのは小麦粉やトウモロコシ粉で作られたパンである。クレープ状のものはアンジェーロ（Canjeero）またはラホーハ（laxoox）、ナン状のものはムーフォ（muufo, muffo）、フランスパン状のものはコーリス・アンジェーロ（kooris canjeero）あるいはローティ（Rooti）と呼ばれることが多いが、地方によっても異なり、厳密な区別があるわけではない。アンジェーロはエチオピアのインジェラと同語源であるが、トウモロコシ粉やモロコシ粉から作られ、インジェラより薄くて小さい。小さくちぎってバターやごま油、砂糖を付け、紅茶をかけて食べることが多く、この食べ方はマラワフ（malawax）とも呼ばれる。砂糖や蜂蜜を煮詰めたハルウォ（xalwo）をローティに塗って、ローティ・イョ・ハルウォ（Rooti iyo xalwo）として食べることも多い。サバーヤド（sabaayad）は、パン生地にバターを層状に練り込んだ、インドのパラーターに似たパンである。
粥は穀物の粉を水や乳で煮込んで作られ、たっぷりのバターや砂糖で味付けする。ラホー（Laxoo）、ボーリシュ（Boorish）、ミシャーリ（mishaari）、ソール（Soor）などと呼ばれる。
米はバリース（bariis）と呼ばれ、種類はバスマティが多い。リゾットにして食べることが多く、スパイスで味と香りが付けられる。昼食に食べることが多い。米を野菜や肉と炊き込んだ料理はイスクレフカリス（Iskudhexkaris）またはバリース・イスク＝カリス（bariis isku-karis）と呼ばれる。 
南部ではイタリアから伝わったパスタがバースト（Baasto）と呼ばれ、人気がある。具材は肉が多い。スープに入れたり具材にバナナを使うこともある。

## おかず
肉はヤギ、ヒツジが多いが、牛、ラクダも食べられる。ニワトリもまれに食べられるが、市場では生きたニワトリを売っているので鶏料理は手間がかかるうえ、ソマリアの遊牧民社会ではラクダなどの家畜の方が格が高く、鶏肉は貧者の食べ物と考えられているのでソマリ人はあまり食べない。レンズ豆やソラマメ、リョクトウ、アズキ、インゲンマメを使った豆料理も好まれる。魚は都市部を除いてあまり食べない。量の多い食べ応えのある食事は昼食に取られることが多い。
細く切って干し、塩とスバグを揉みこんだ肉はオードカア（oodkac）と呼ばれ、缶に入れて保存し、香辛料を付けてバターかギーで炒めて食べることが多い。その他の肉も炒めて食べるか、あるいは焼いて食べられる。ソマリ料理のカバーブ（kabaab）はケバブではなく、肉団子のことである。肉は野菜と合わせて煮込むことも多い。
ジャガイモ、ニンジン、ピーマン、ホウレンソウ、ケール、キャベツ、ニンニクなどの野菜も食べる。肉と一緒に煮込むことが多い。生野菜のサラダはアンサラート（ansalaato）と呼ばれる。シトニ（shitni）というトマトのチャツネは米やパスタおよび他の料理に添えて食べる。
牛肉料理はスカール（Suqaar）と呼ばれ、切った肉を煮込んだもの、牛挽肉をジャガイモと炒めたものなどがある。
エジプト料理のシャクシューカ（shakshuka）が食べられることも多い。玉ねぎ・ニンニク・トマトを炒めてから煮込み、卵でとじたものである。レバー（baar）やヤギ肉を入れることも多く、パンですくいながら食べる。
アンブーロ（cambuulo, ambola）は豆（主としてアズキ、現地名：digir）をバターと砂糖と共に弱火で5時間ぐらい煮たものである。ごま油が使われることもある。豆を煮ただけのものではあるが、1988年のソマリアの新聞ヒッディグタ・オクトーベル（Xiddigta Oktoober）の調査によると、ソマリアの首都モガディシュの住民の8割が夕食の主菜をアンブーロにしたことがあるというほどよく食べられる料理である。アズキの代わりにコムギ（現地名：qamadi）、オオムギ、トウモロコシを使うこともある。
スープはマラク（maraq）と呼ばれ、玉ねぎ、牛肉、トマトを入れた具沢山のものもあるが、単なる肉のゆで汁の場合もある。油や砂糖で味付けしていることも多い。マラクは紅海を挟んだ対岸のイエメンの料理であり、イエメンでは煮込み料理を意味する。同じ料理がフール（fool）と呼ばれることもある。
首都モガディシュではブステーキ（busteeki、ビーフステーキ）やカルーン（kaluun、魚料理）を食べることも多い。

## 間食

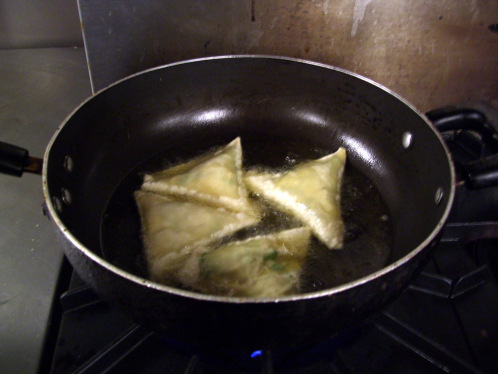
サンブーサを揚げる。

サンブーサ（Sambuusa）はアラビア半島でも食べられる軽食で、南アジアで食べられるサモサとよく似ており、肉と野菜を小麦粉の皮で三角形に包んで揚げたものである。青トウガラシを入れることも多い。
バジイェ（Bajiye）またはバジヤ（Bajiya）はソマリア南部で食べられる軽食で、豆や肉、野菜、トウモロコシを混ぜ合わせて揚げた、インド料理のパコラに似た料理である。ビスバース（bisbaas）と呼ばれるホットソースにつけて食べることが多い。

## 菓子・デザート

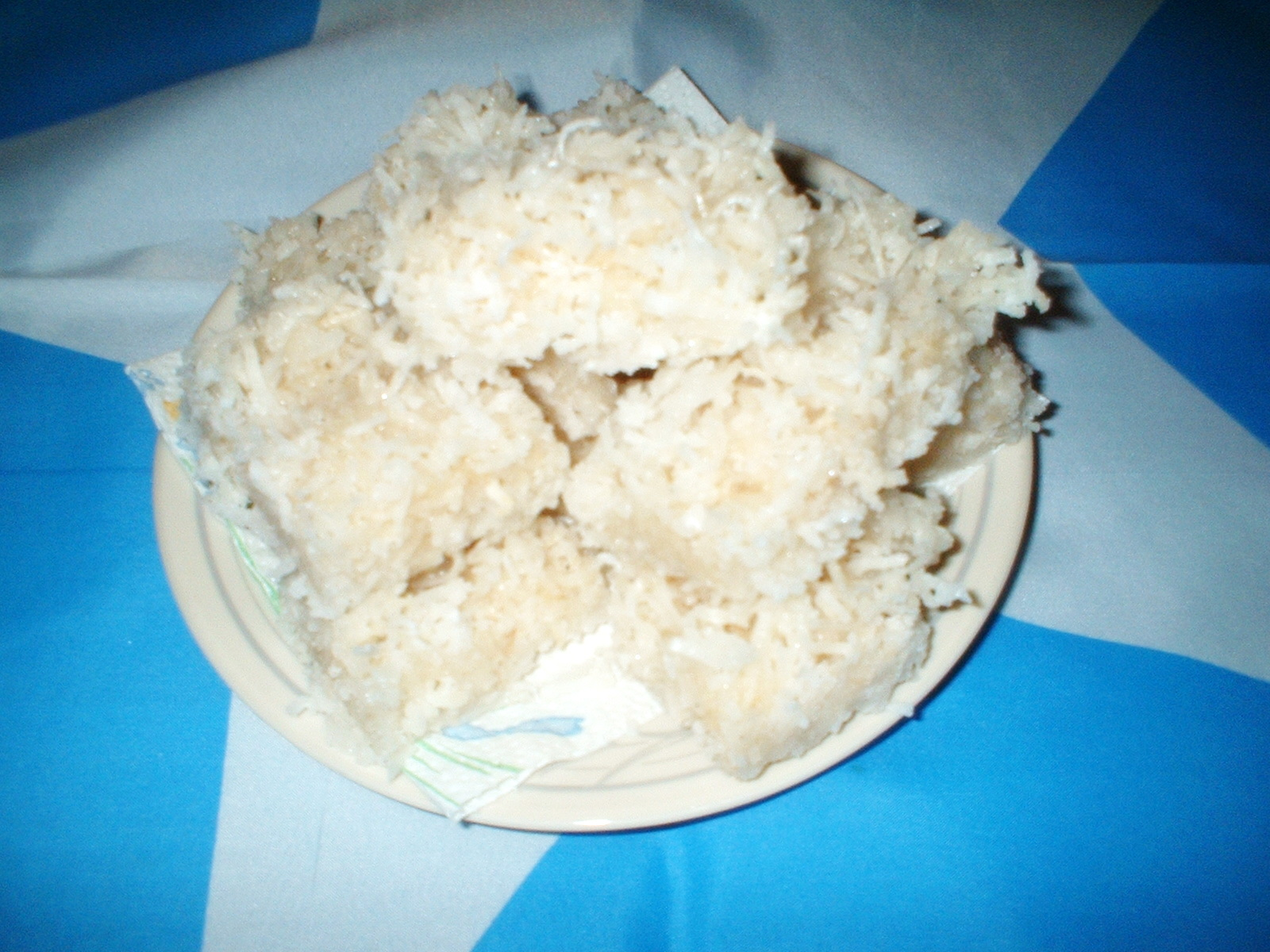
ガシャートはソマリアで人気のココナッツの菓子。

ハルウォ（Xalwo）はゼリー状のハルヴァで、ソマリアで人気がある。砂糖や蜂蜜を水で溶いて煮詰めたものであり、コーンスターチで寄せることもある。結婚式でもよく出されることから、ソマリア語で「Xalwadii waad qarsatey！」（ハルウォを隠してるでしょう！）と言えば、駆け落ちしたでしょう、内々の結婚式を挙げたでしょう、という意味になる。
ガシャート（gashaato）あるいはクンベ（qumbe）はココナッツを砂糖で固めた菓子である。煮詰めた砂糖にカルダモンで香りをつけ、油を入れ、おろしたココナッツを入れて作る。
ロース・イョ・シシン（Loos iyo sisin）は南部で好まれる菓子で、ピーナッツ（loos）とゴマ（sisin）をカラメルで固めたものである。棒状に作られることが多い。
マシャドーニ（mashadooni）はパパイヤとバナナのマチェドニア（フルーツサラダ）である。
氷菓ジャラート（Jalaato）の名は「凍った」を意味するイタリア語ジェラートに由来する。イタリアのジェラートはアイスクリームに似た菓子であるが、ソマリアのジャラートは果物に棒を挿して凍らせたものである。
ビスケットもブスクット（BuskutあるいはBuskud）の名で食べられている。柔らかな食感のものはダールダール（daardaar）と呼ばれる。ドールショ（Doolsho）はヨーロッパ風のケーキで、ドールショ・ソーマーリ（doolsho soomaali）はカルダモン風味のスポンジケーキ、ドールショ・スバグ（doolsho subag）はバターケーキである。

## 飲料
紅茶はシャーハ（shaah）と呼ばれ、カルダモン、シナモン、クローブ、ショウガ、ナツメグと共に煮出して香りをつけ、ミルクを入れて飲むことが多く、ミルクを入れて煮出すこともある。「シャ（チャ）」の呼び名は広東語系であり、ヨーロッパ経由ではなく、アラビア半島から伝わったことを示している。ソマリアのコーヒーはカフウェ（qaxwe）と呼ばれ、イエメンのキシル同様コーヒー豆を取り出した後の外皮と果肉を焙煎してショウガ、カルダモン、シナモンと共に挽いたもので、甘いハルウォやデーツを食べながらブラックで飲む。
その他、バルベールモ（balbeelmo、グレープフルーツ）、ラケイ（raqey、タマリンド）、アンベ（cambe、マンゴー）、ゼイトゥーン（zeytuun、グアバ）、トゥファーフ（tufaax、リンゴ）、カレ（qare、スイカ）などのジュース、イスバルムーント（isbarmuunto、レモネード）、ラース（laas、ラッシー）などがよく飲まれる。ソマリランドの首都ハルゲイサではフィームト（fiimto、ヴィムト）も好まれる。果物ジュースはインドやカナダからの輸入品が多い。